# Marina Mališauskienė
Marina Mališauskienė (geborene Marina Kurkul; * 22. August 1966) ist eine litauische Schachspielerin.
Sie lernte an der privaten Schachschule „Vilniaus fortas“ in der litauischen Hauptstadt Vilnius. Ihr Trainer ist Vaidas Sakalauskas. Mališauskienė wurde zweimal litauische Einzelmeisterin der Frauen (1985 und 1993) und zweimal litauische Vizemeisterin (1983 und 1991). Den dritten Platz bei der litauischen Meisterschaft der Frauen belegte sie 1987. Mit dem Team Fortas Vilnius (Vesta Kalvytė, Jovita Žiogaitė, Marina Mališauskienė und Dominyka Batkovskytė) gewann sie 2015 die litauische Mannschaftsmeisterschaft der Frauen. Ihre Elo-Zahl beträgt 1844 (Stand: Februar 2018), ihre höchste Elo-Zahl war 2170 im Juli 1993.

## Familie
Mališauskienė ist mit dem Großmeister Vidmantas Mališauskas (* 1963) verheiratet.